# Korowiow

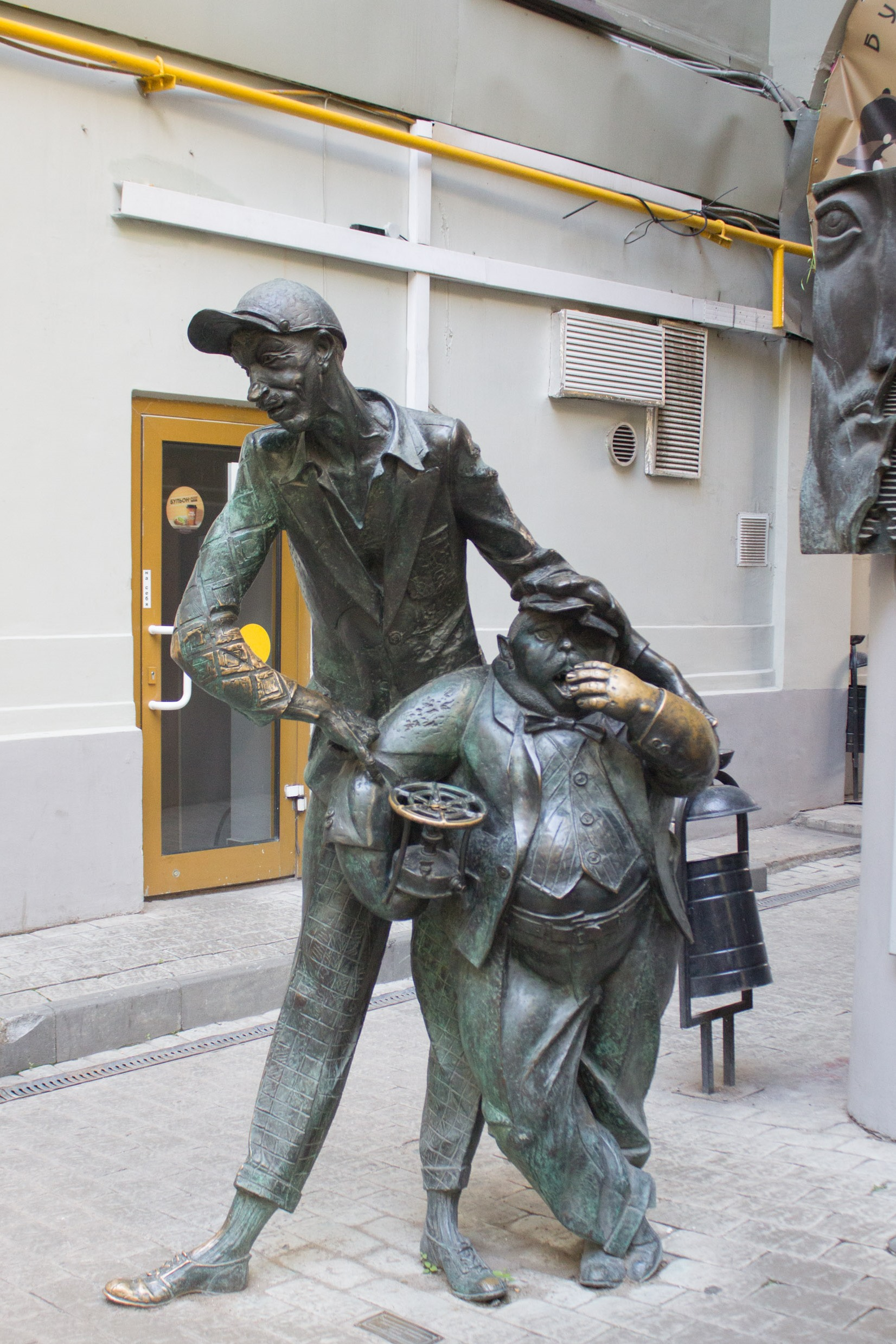
Pomnik Korowiowa i Behemota przed Domem-muzeum Michaiła Bułhakowa w Moskwie

Korowiow, także Fagot, Fagot-Korowiow – jedna z postaci powieści Mistrz i Małgorzata Michaiła Bułhakowa, demoniczny kpiarz i cyniczny towarzysz Wolanda, pełniący rolę mistrza ceremonii i sprawiający wrażenie najbardziej ekstrawaganckiego z jego towarzyszy. Jego groteskowy wygląd skrywa błyskotliwy umysł i nieprzewidywalny charakter. Choć pełni rolę błazna, jego działania mają głębsze znaczenie, obnażając hipokryzję i absurd sowieckiej rzeczywistości.

## Imię
W przeciwieństwie do innych członków świty Wolanda, których imiona nie mają słowiańskich korzeni (Azazello, Abbadona, Hella), Korowiow nosi nazwisko o wyraźnie rosyjskim brzmieniu. Kiedy Nikanor Iwanowicz Bosy, przewodniczący wspólnoty mieszkaniowej domu nr 302-A, pyta go o tożsamość, bohater odpowiada wymijająco: [...] powiedzmy, że moje nazwisko – Korowiow.
Znaczenie tego nazwiska pozostaje przedmiotem analiz badaczy twórczości Bułhakowa. Pisarz prawdopodobnie skonstruował je na wzór nazwiska bohatera noweli Aleksieja Tołstoja Upiór – radcy stanu Teliajewa (ros. Теляев), będącego rycerzem i tytułowym wampirem. Filolog Irina Galinska uważa, że nazwisko Korowiow nie kryje żadnych ukrytych znaczeń i pełni wyłącznie funkcję humorystyczną, wyróżniając się swoją rzadkością. Krytyk literacki Boris Sokołow dostrzega w nim wariację nazwiska Korowkin – postaci z powieści Sioło Stiepanczykowo i jego mieszkańcy Fiodora Dostojewskiego. Powiązanie to znajduje potwierdzenie w epilogu Mistrza i Małgorzaty, gdzie wśród zatrzymanych z powodu podobieństwa nazwiska do Korowiowa wymieniono czterech Korowkinów.

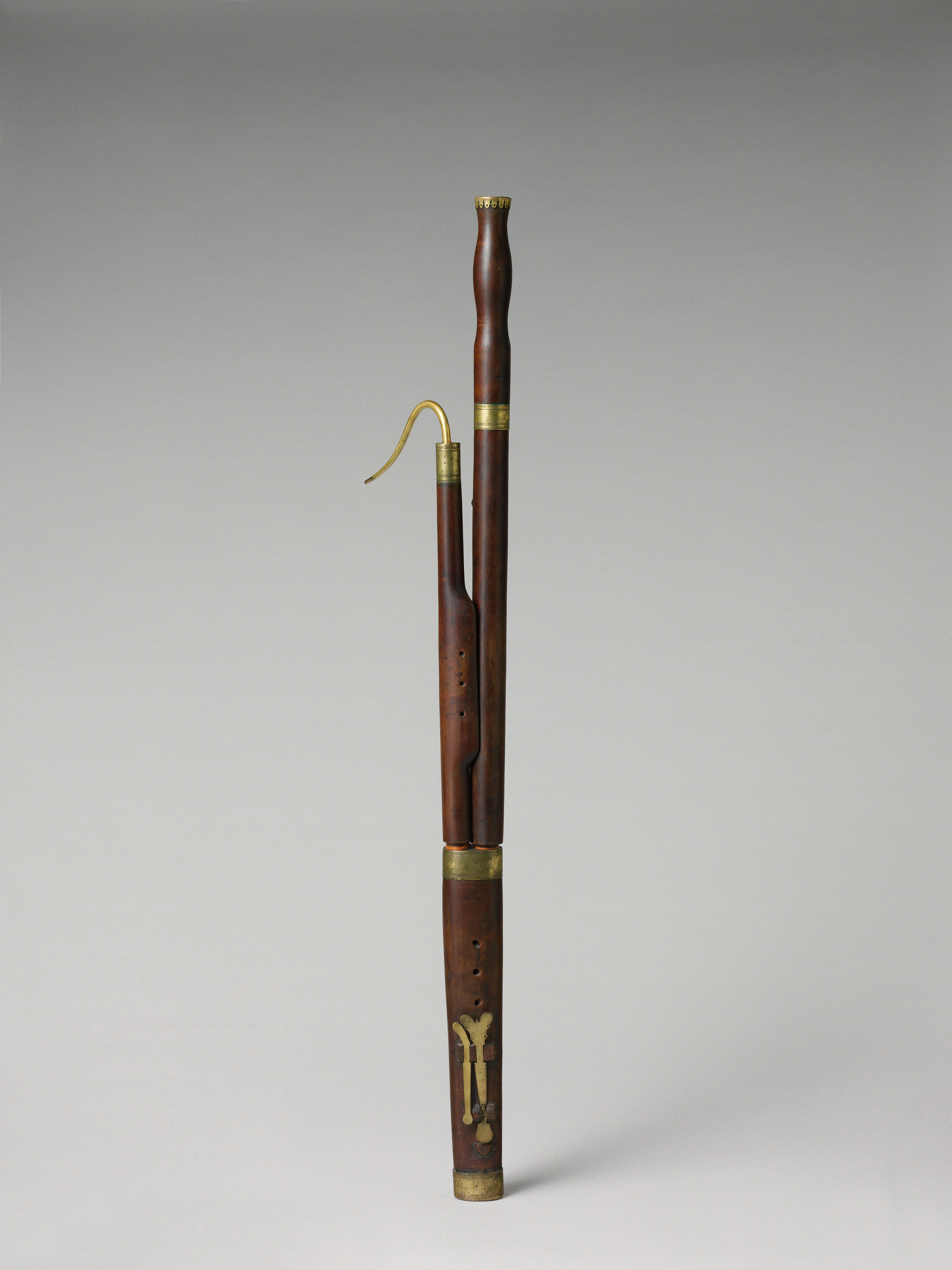
Fagot

Niektóre interpretacje wiążą nazwisko Korowiowa z mitologią słowiańską. W tradycji tej krowa (ros. корова) i bydło były atrybutami boga Welesa – opiekuna zwierząt gospodarskich, który po przyjęciu chrześcijaństwa został utożsamiony z diabłem nasyłającym mór na bydło. Miał również związek z muzyką i rytuałami o charakterze mistycznym, co koresponduje z powieściową rolą Korowiowa jako regenta – dyrygenta chóru cerkiewnego.
Podczas seansu czarnej magii w Variété Korowiow przybiera imię Fagot, co może nawiązywać do jego zewnętrznego podobieństwa do tego instrumentu dętego. Według Galinskiej imię to skrywa dodatkowy sens – wyraz fagotto (z wł. „wiązanka gałęzi” lub „piszczałek”) oraz pokrewne fagotin (z fr. „błazen”) podkreślają demoniczny charakter bohatera.

## Kreacja

### Aparycja
Korowiow towarzyszy Wolandowi w Moskwie niemal nieustannie. Jest pierwszą postacią z demonicznej świty, która pojawia się na Patriarszych Prudach, dosłownie materializując się z powietrza. Jawi się jako mężczyzna niezwykle wysoki, o szczupłej i wątłej budowie sylwetki, nosi krótki, przewiewny, kraciasty żakiecik oraz dżokejską czapeczkę. Jego twarz ma kpiący wyraz, a charakterystycznym elementem wyglądu są wąsy, przypominające kurze pióra. Ma małe, ironiczne i nieco pijane oczy. Nosi kraciaste spodnie podciągnięte tak wysoko, że odsłaniają brudne białe skarpetki. Ogólny wygląd dopełnia pęknięte pince-nez oraz ekspresyjna, groteskowa mimika. Taka aparycja i sposób bycia Korowiowa wskazują na jego silny związek z rosyjską kulturą. Jego ostentacyjna swoboda i prostacka zuchwałość wiążą go z ludową kulturą śmiechu, w której dominują rubaszność i psotność.
Wygląd bohatera ulega diametralnej zmianie, gdy wita Małgorzatę przed balem u Wolanda.
Migotliwy płomyk odbijał się nie w pękniętych binoklach, które dawno już powinny były znaleźć się na śmietniku, tylko w monoklu, co prawda również pękniętym. Wąsiki na jego bezczelnej twarzy były podkręcone i wypomadowane, a czerń Korowiowa dawała się bardzo prosto wytłumaczyć – był we fraku. Tylko gors mu bielał.

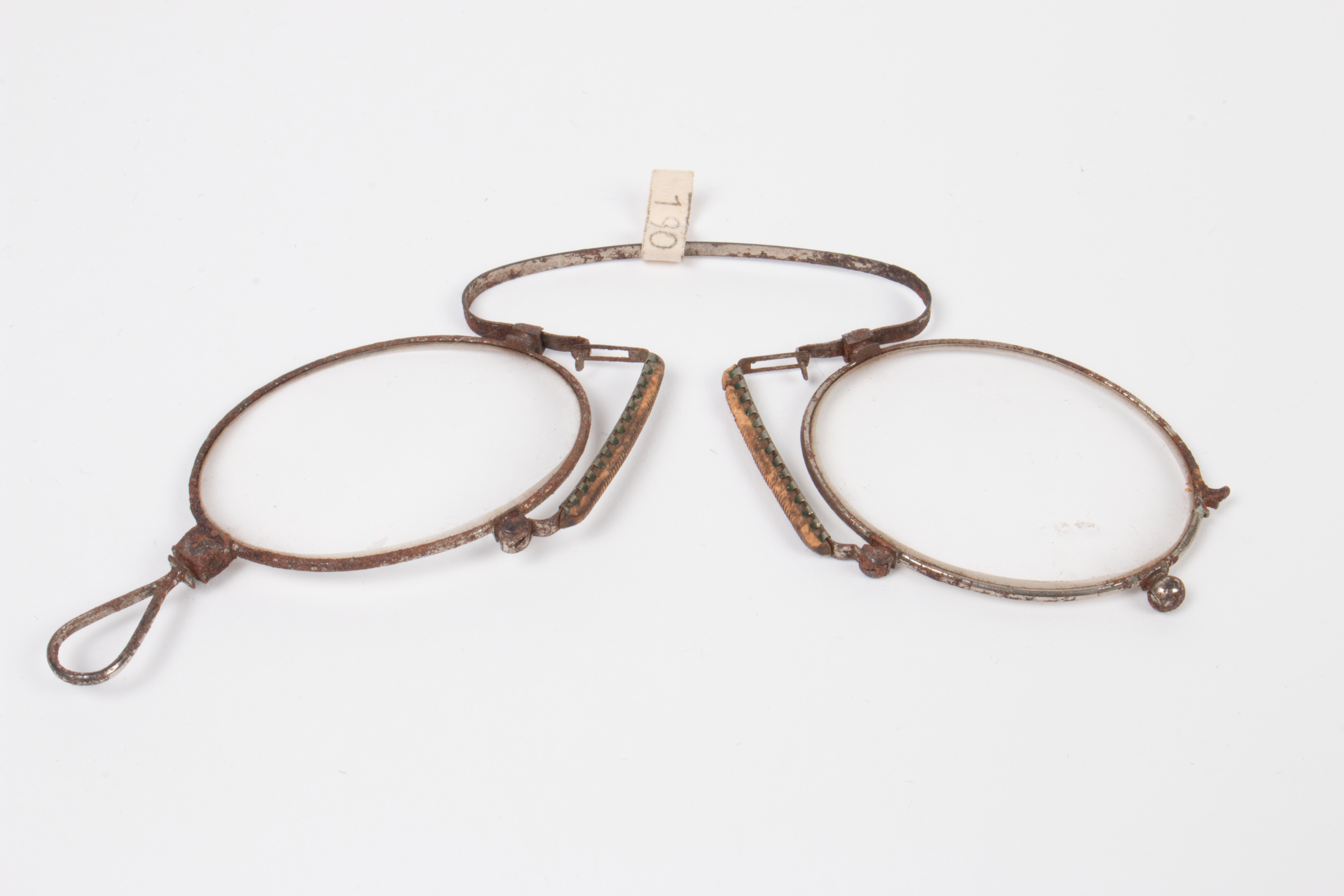
Pince-nez

We wcześniejszej wersji sceny ostatniego lotu Fagot-Korowiow zrzuca pince-nez do „księżycowego morza”, a jego marne ubranie znika. Księżycowy blask odbija się od złotych sprzączek jego kaftana i ostróg. U boku Mistrza podąża już smutny rycerz w fiolecie – kolorze żałoby w tradycji katolickiej. W tym opisie zawarte są nawiązania do bohaterów książki Michaiła Orłowa Historia stosunków człowieka z diabłem (ros. История сношений человека с дьяволом): hiszpańskiego szlachcica, który kpił z własnej śmierci (Korowiow niefortunnie zażartował i został ukarany) i rycerza Falkensteina o twarzy bez koloru (Korowiow jest skazany na wiecznie posępne oblicze). Także Fagot swoim wyglądem w scenie lotu łączy cechy dwóch rycerzy z dzieła Miguela de Cervantesa Don Kichot: Rycerza Białego Księżyca – Sansóna Carrasco oraz Rycerza o Smutnym Obliczu – Don Kichota.
Dla Korowiowa ani powierzchowność, ani formalna strona nie są czymś istotnym. Ważne są wnętrze i emocjonalna głębia, której płomień być może odbija się w jego pękniętym monoklu. Ta myśl przewija się w dwóch scenach powieści: gdy rozmawia z portierem, który nie chce wpuścić jego i kota Behemota do Torgsinu – Sądzi pan po ubraniu?, oraz gdy usiłuje wraz z Behemotem wejść do restauracji w Domu Gribojedowa – Więc, żeby upewnić się, że Dostojewski jest pisarzem, należy od niego żądać okazania legitymacji?.

### Kraciasty typ
Korowiow jako postać infernalna (rodem z piekła) nawiązuje do literackich i kulturowych archetypów diabła, które często łączą się z zamkniętą lub ograniczoną przestrzenią, chtonicznością oraz charakterystycznymi elementami stroju. Jednym z najistotniejszych detali w jego ubiorze jest kraciasty wzór, który nie tylko wyróżnia go wizualnie, ale także niesie głębsze znaczenie semantyczne. Słowo „kratka” wiąże się bowiem z ideą ograniczenia i wykluczenia ze świata realnego – staroruski rdzeń klēu- oznacza „ściskać, tłoczyć, ograniczać”, co odnosi się do koncepcji zamkniętej przestrzeni i izolacji. Podobne skojarzenia znajdują się w staroruskich i bułgarskich słowach klet („piwnica”) oraz serbsko-chorwackie klijet („komórka, składzik”).
Kreując Korowiowa, Bułhakow czerpał inspirację z literatury rosyjskiej, a szczególnie z twórczości Dostojewskiego. W Braciach Karamazow w scenie koszmaru Iwana Fiodorowicza pojawia się diabeł, który pod wieloma względami przypomina Korowiowa. Jego ubiór jest absurdalny – brązowy, lekko znoszony żakiet, zbyt jasne i wąskie pantalony w kratę oraz biały, niepasujący do sezonu kapelusz. Twarz wydaje się gotowa przyjąć każdą uprzejmą ekspresję, a zamiast zegarka trzyma lorgnon na czarnej tasiemce. Symbolika kratki w twórczości zarówno Dostojewskiego, jak i Bułhakowa pełni funkcję infernalnego znaku – wzór ten nie tylko podkreśla ekscentryczność postaci, ale także wskazuje na jej metafizyczną naturę.

## Regent

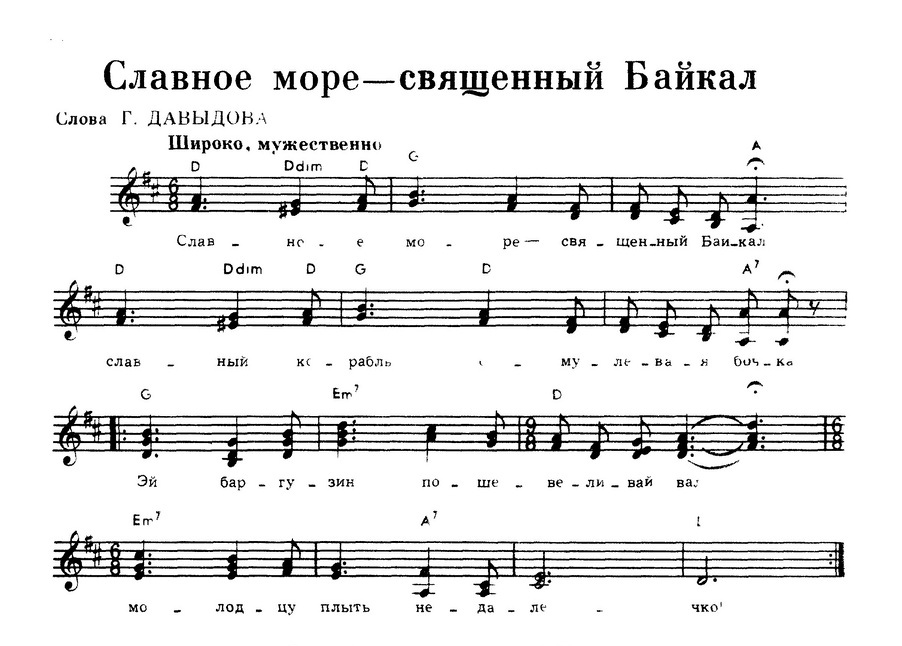
Nuty do pieśni Morze przesławne...

Korowiow prezentuje się Berliozowi jako były regent – dyrygent chóru cerkiewnego, co sugeruje jego związek z muzyką i śpiewem. Kierownikowi miejskiego zarządu widowisk przedstawia się jako wybitny specjalista w organizacji chórów amatorskich. Zdolności muzyczne Fagota w dziedzinie muzyki znajdują potwierdzenie w jednej ze scen powieści, gdy zmusza wszystkich obecnych urzędników do odśpiewania pieśni Morze przesławne, Bajkale ty nasz, a nawet wyciąga z ukrycia tych, którzy próbują uniknąć udziału we wspólnym śpiewie. Wprowadzając cały personel w stan zbiorowej hipnozy, Korowiow jako doświadczony regent i śpiewak z satysfakcją drwi z mieszkańców Moskwy, czyniąc ich obiektem swoistych kpin i mistyfikacji.
Muzyczny motyw pojawia się w powieści wielokrotnie i ma duże znaczenie symboliczne. Jak zauważa badacz dawnej kultury rosyjskiej Mikołaj Zabylin, w ludowych wierzeniach muzyka bywała postrzegana jako zjawisko budzące niepokój, przyciągające siły nieczyste. W Mistrzu i Małgorzacie to właśnie taneczne rytmy fokstrota otwierają seans w Variété i to fokstrot Alleluja! brzmi podczas Wielkiego balu u Szatana.
Rzeczywistym pierwowzorem dla Korowiowa jako regenta, zgodnie ze wspomnieniami żony Bułhakowa Lubowi Biełozierskiej, mógł być ślusarz i hydraulik Agieicz – kochanek ich służącej Marusi, która później wyszła za niego. Agieicz pod wpływem alkoholu często wspominał swoją młodość, gdy śpiewał w chórze cerkiewnym (był nawet jego dyrygentem), i zaczynał intonować psalmy. W takich chwilach nie sposób było go odprawić. Do Biełozierskiej zwracał się: Bogini, tylko posłuchajcie....

## Tłumacz
Bułhakow przedstawia Korowiowa jako postać wielowymiarową: mag, regent cerkiewny, czarodziej, tłumacz czy diabli tam wiedzą kto wreszcie. Jego rola jako tłumacza Wolanda nie jest jednoznaczna. Określając go mianem переводчик, Bułhakow wykorzystuje wieloznaczność tego słowa w języku rosyjskim, gdzie może ono oznaczać zarówno tłumacza, jak i przewodnika. Korowiow nie tylko tłumaczy, ale także – niczym Wergiliusz w Boskiej komedii Dantego – przeprowadza innych do magicznego świata, na przykład towarzysząc Małgorzacie w jej podróży do mieszkania Wolanda czy na balu.

## Dowcipniś
Bułhakow wielokrotnie podkreśla charakterystyczne dla Korowiowa fortele, czemu daje wyraz już w tytule dziewiątego rozdziału powieści – Głupie dowcipy Korowiowa (ros. Коровьевские штуки). Metoda działania bohatera opiera się na grze słownej, humorze i zręcznej manipulacji. Często posługuje się przysłowiami, np. pieniądz lubi być liczony czy pańskie oko konia tuczy, a także ironicznymi kalamburami, jak ten dotyczący statusu urzędowego:
[...] Cóż to właściwie znaczy – urzędowo czy nieurzędowo? To zależy od punktu widzenia. Wszystko, mój drogi, jest chwiejne i umowne. Dziś, na przykład, jestem osobą nieurzędową, a jutro, patrzcie no tylko, już urzędową! A bywa i na odwrót, oj i to jeszcze jak!

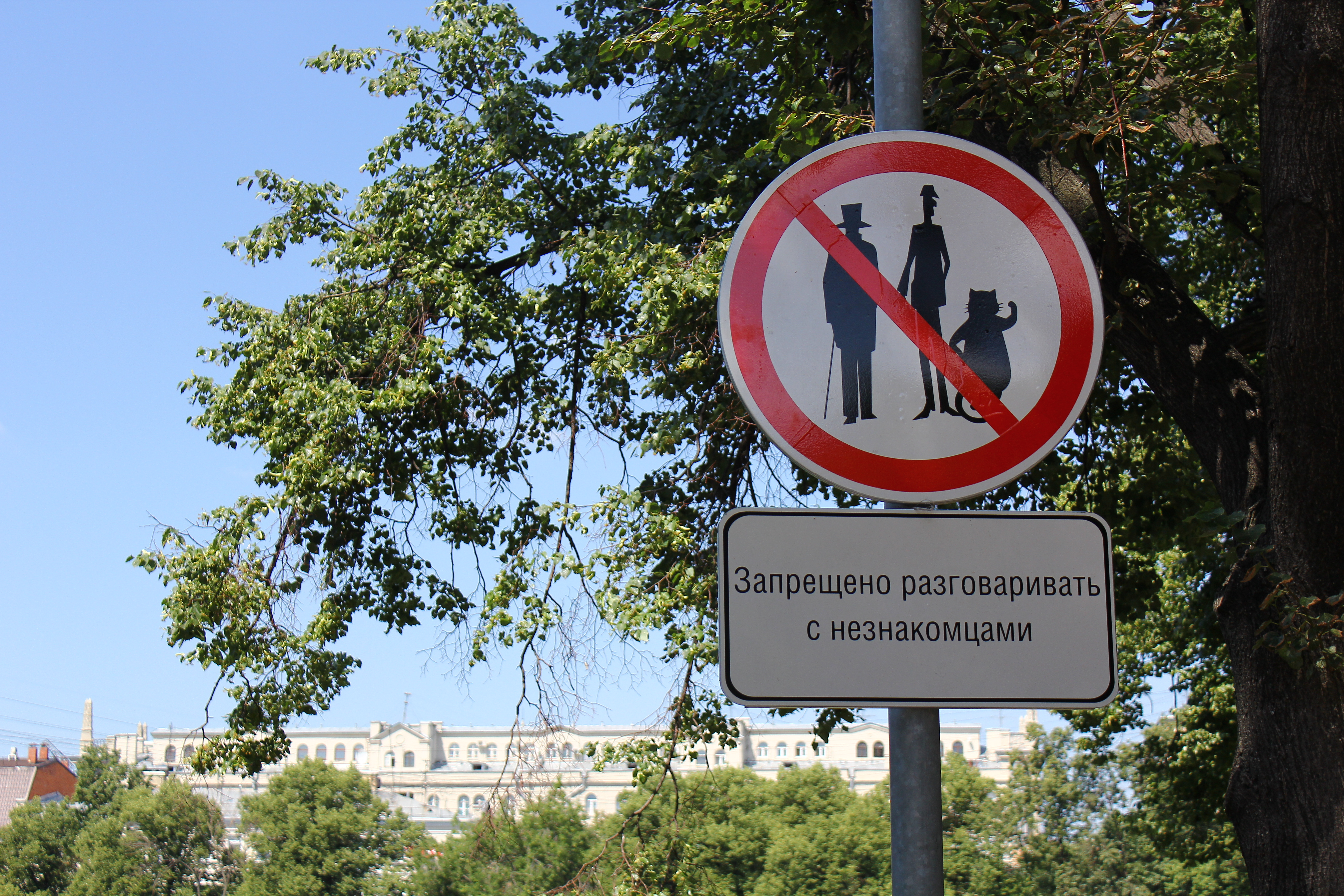
Ekspozycja Zabrania się rozmawiać z nieznajomymi na Patriarszych Prudach

Autor konsekwentnie określa Korowiowa mianem „zgrywus”, „nabieracz” , „rzezimieszek” „dowcipniś” (ros. ломака, надувало, гаер, шуткарь), który nieustannie grymasi, parodiuje i stroi żarty. Jego wizerunek dowcipnisia wpisuje się w archetyp trickstera. Michaił Bachtin wiązał ten typ bohatera z aktorem teatru ulicznego, pod maską którego kryje się oszust, błazen i głupiec, a sam on jest jedynie odbiciem innej rzeczywistości. Jego prawdziwa twarz ujawnia się dopiero w finale powieści, podczas nocy dokonywania rozrachunków.

## Czart
W moskiewskiej rzeczywistości Korowiow odpokutowuje dawne przekleństwo, które spadło na niego za nieudaną kpinę z fundamentalnych opozycji dobra i zła, światła i ciemności. Zdaniem literaturoznawcy Igora Uriupina Bułhakow, konstruując postać Korowiowa, odwołał się do wschodniosłowiańskich wyobrażeń demonicznych. W języku prasłowiańskim słowo oznaczające „przeklętego” miało etymologiczny związek z postacią czarta (*čьrtъ, ros. чёрт), a ten z kolei łączył się z figurą błazna. W kontekście Mistrza i Małgorzaty pojęcia „czart” i „błazen” pozostają nierozłączne.
Już pierwsze pojawienie się Korowiowa na Patriarszych Prudach wywołuje instynktowną reakcję Berlioza, który na jego widok mimowolnie wykrzykuje: Uff, do diabła! (ros. Фу ты черт!). Jeszcze trafniej rozpoznaje go Bosy, którego Korowiow przechytrzył, wręczając mu łapówkę w obcej walucie: A Korowiow to diabeł! (ros. А Коровьев – он чёрт!). Nawet po utracie zmysłów i zamknięciu w klinice Strawińskiego Bosy wciąż pozostaje pod wpływem demonicznych sztuczek Korowiowa. W jego śnie pojawia się scena teatralna, w której musi publicznie przyznać się do przyjęcia łapówki.
Motyw teatru w powieści nie jest przypadkowy – w tradycji ruskiej kojarzono go z diabelskimi igraszkami. Kulminacją mistyfikacji Korowiowa staje się występ w Variétés, gdzie pomocnik Wolanda współtworzy widowisko pełne iluzji. W jednym z trików teatralnie połyka karty, co budzi skojarzenia z ludowymi wyobrażeniami diabła – postaci tradycyjnie wiązanej z grą w karty i wszelkiego rodzaju oszustwami. Na scenie Variétés Woland przeprowadza swoisty eksperyment duchowy, badając moralne przemiany mieszkańców Moskwy, a Fagot-Korowiow pełni przy nim rolę asystenta, co nawiązuje do wschodniosłowiańskich wierzeń, w których czart towarzyszył szatanowi w kuszeniu ludzi. Jako kusiciel Korowiow wprawia publiczność w zachwyt fałszywymi darami: deszczem banknotów, iluzorycznym sklepem odzieżowym, co ma rozbudzić chciwość widzów. Wszystko to jednak okazuje się złudzeniem, bo w kulminacyjnym momencie zarówno on, Woland oraz cała inscenizacja znikają, pozostawiając po sobie dezorientację i poczucie nierzeczywistości.

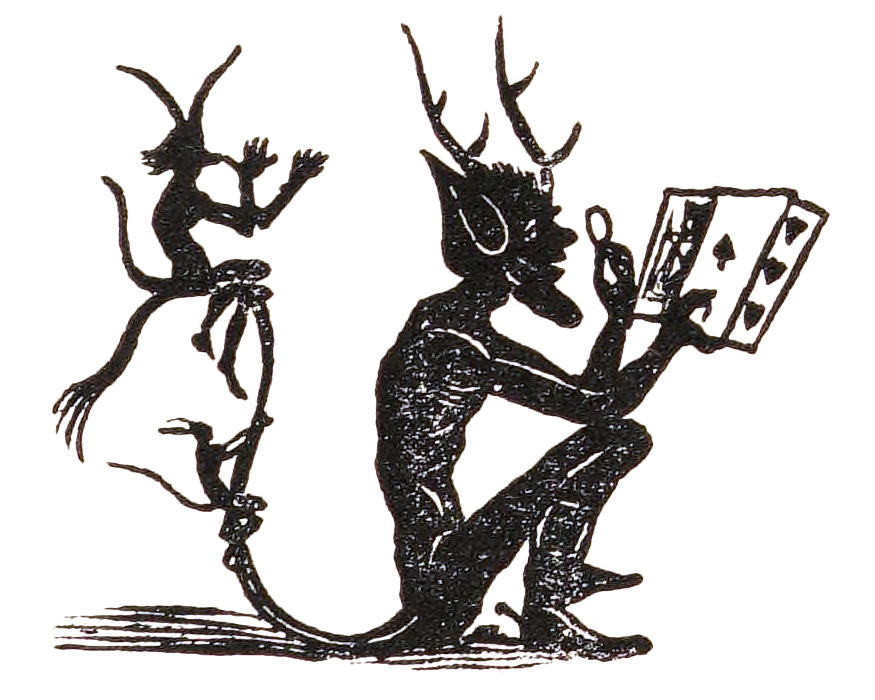
Diabeł wpatrujący się w karty do gry

Pożegnalny gwizd Korowiowa w ostatnich scenach powieści wywołuje wstrząsy ziemi, wyrzuca w powietrze przedmioty i naśladuje wicher, który w ludowych wierzeniach był utożsamiany z czartem:
Tego gwizdu Małgorzata nie usłyszała, ale zobaczyła go w chwili, gdy odrzuciło ją wraz z jej ognistym rumakiem o jakie dziesięć sążni. Obok niej wyrwało z korzeniami dąb, a ziemia popękała aż do samej rzeki. Ogromna połać brzegu, wraz z przystanią i restauracją, odskoczyła na środek rzeki. Woda w rzece zawrzała, spiętrzyła się, i na niski, zielony przeciwległy brzeg wychlusnęło cały tramwaj rzeczny wraz z absolutnie nie poszkodowanymi pasażerami. Rumak Małgorzaty chrapał, u jego nóg spadła zabita przez gwizd Fagota kawka.

## Iluzoryczność
Fagot-Korowiow ukazuje się jako postać iluzoryczna, posiadająca zdolność znikania i stawania się niewidzialnym. Już na Patriarszych Prudach pojawił się przed Berliozem jako przezroczysty, nad wyraz przedziwny obywatel, a potem widziadło rozpłynęło się, kraciasty zniknął. W tradycji ludowej niewidzialność przypisywana była postaciom obdarzonym nieczystą siłą, a jednym z najczęstszych atrybutów diabła była czapka niewidka. Być może dżokejka Korowiowa stanowi nawiązanie do tych legend. Pod koniec powieści Korowiow znika bez śladu z fatalnego mieszkania:
Ci, do których to należało, pojechali oczywiście na Sadową, zwiedzili mieszkanie numer pięćdziesiąt. Ale nie znaleźli tam żadnego Korowiowa, nikt z lokatorów kamienicy żadnego Korowiowa nie znał ani nie widział na oczy.

## Rycerz

### Kalambur

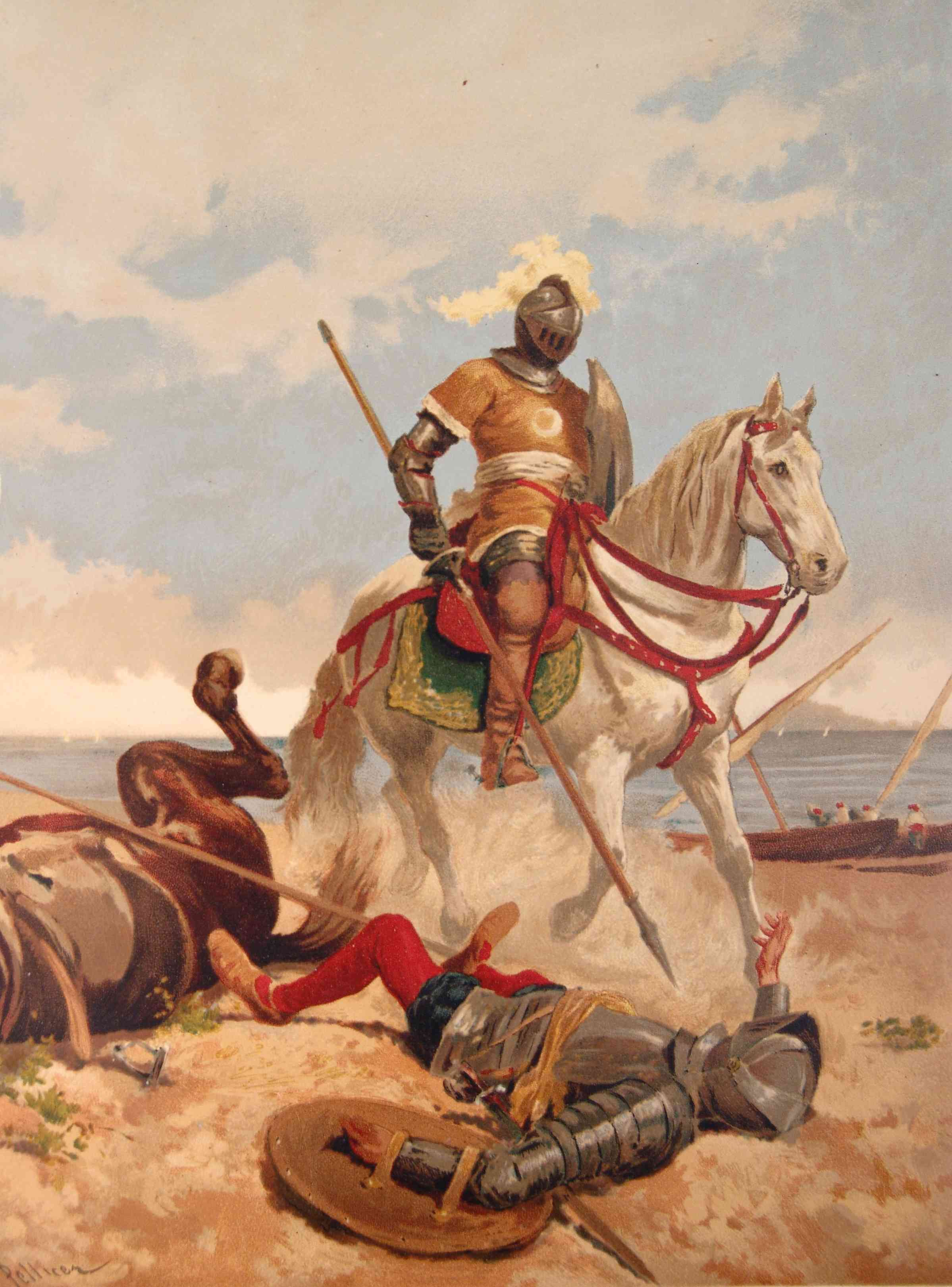
Sansón Carrasco i Don Kichot

Fagot-Korowiow łączy elementy słowiańskiej i zachodnioeuropejskiej tradycji mitologicznej. Jego prawdziwa natura pokazana została dopiero w finale powieści, gdy jawi się jako ciemnofioletowy rycerz o mrocznej twarzy, na której nigdy nie zagościł uśmiech. Zmiana ta budzi zdziwienie Małgorzaty, na co Woland odpowiada zagadkową historią:
Rycerz ten zażartował kiedyś niefortunnie [...] Kalambur, który wymknął mu się podczas pewnej rozmowy o świetle i ciemności, był nie najlepszej próby.
Galinska, analizując postać Korowiowa w kontekście średniowiecznej literatury mistycznej, powiązała jego przewinę z gnostycką maksymą l’escurs esclarzis („z ciemności powstało światło”). Wyrażenie to pojawia się w poemacie Canso de la Crosada oraz w utworach rycerzy-trubadurów Cadeneta i Bernarta Sicarta de Marvejols. Według tej dualistycznej koncepcji światło i ciemność to dwie odrębne, lecz nierozdzielne sfery, znajdujące się pod władzą dwóch równorzędnych sił: Boga – pana nad królestwem dobra, oraz Szatana – władcy ciemności i nosiciela zła. Człowiek, choć stworzony przez siły mroku, w swej istocie dąży do światła.
To właśnie owo gnostyckie przeciwstawienie próbował, choć niezbyt fortunnie, sparodiować rycerz. Nawet w sowieckiej Moskwie nie mógł zapomnieć o swoim niefortunnym żarcie, towarzysząc zagranicznemu profesorowi. Motyw rycerski stale powraca – zwraca się do niego tak zarówno Hella, jak i sam Woland. Choć ostatecznie rycerz swój rachunek zapłacił i zamknął, opuszczając ziemię i udając się w Wieczność, wciąż pozostaje zagadką, o czym myślał w tej ostatniej chwili.

### Pierwowzór rycerza
Prawdopodobnym pierwowzorem Fagota w obliczu rycerza jest bakałarz Sansón Carrasco z Don Kichota w adaptacji Bułhakowa. Carrasco, chcąc skłonić Don Kichota do powrotu do domu, poddaje się jego grze i, przybrawszy postać Rycerza Białego Księżyca, pokonuje głównego bohatera w pojedynku. Don Kichot traci swoje złudzenia i po powrocie do bliskich i umiera. Być może to właśnie za to rycerz został przez Wolanda ukarany wiekami błazenady za swoją tragiczną w skutkach grę z Don Kichotem. Związany z księżycem jako symbolem sił pozaziemskich znajduje swoje odbicie w rycerzu Fagocie, który w noc pełni odbywa swój ostatni lot z Wolandem i jego świtą.
Możliwe jest, że inspiracją dla motywu przemiany Korowiowa w rycerza była humorystyczna legenda o okrutnym rycerzu z opowiadania Żywot Stiepana Aleksandrowicza Łososinowa (ros. Жизнеописание Степана Александровича Лососинова, 1928) autorstwa Siergieja Zajickiego, przyjaciela Bułhakowa. Legenda opisuje historię barona, którego cechowała niezmierna złośliwość i okrucieństwo. Pewnego dnia ujrzał kąpiącą się kobietę i, olśniony jej nagością, złagodził swoją naturę. W kontekście Mistrza i Małgorzaty podobieństwo barona i Korowiowa widoczne jest w momencie ich nagłej przemiany.